# Корсаковский район (Сахалинская область)
Корса́ковский район — административно-территориальная единица (район), в границах которой вместо упразднённого одноимённого муниципального района образовано муниципальное образование Корсаковский городской округ в Сахалинской области России.
Административный центр — город Корсаков.

## География
Корсаковский район приравнен к районам Крайнего Севера.
Самая высокая гора — пик Чехова — 1045 метров над уровнем моря.
Расположен в юго-восточной части о. Сахалин на Тонино-Анивском полуострове.

## История
5 июня 1946 года был образован Корсаковский район в составе Южно-Сахалинской области Хабаровского края. 2 января 1947 года Южно-Сахалинская область была ликвидирована, её территория включена в состав Сахалинской области, которая была выведена из состава Хабаровского края. Указами Верховного Совета РСФСР от 15 октября 1947 года все сохранявшиеся на тот момент японские названия населённых пунктов Сахалинской области  были переименованы, а в Корсаковском районе созданы 8 сельских советов: Новиковский, Тамбовский, Пригородный, Муравьёвский, Южный, Охотский, Третьепадинский и Лесной с центрами в соответствующих населённых пунктах.
Решением Сахалинского облисполкома от 07.04.1946г. № 776 в Корсаковском районе созданы колхозы:
- колхоз «Краснофлотец» в д. Краснофлотское Третьепадинского сельсовета,
- колхоз «Новая жизнь» в д. Новая Лесного сельсовета,
- колхоз «Красный боец» в селе Чапаево,
- колхоз имени Калинина в селе Тамбовское,
- колхоз «Победа» в селе Придорожное Охотского сельсовета[11].

### Сельские населённые пункты Корсаковского района в 1947 году
(по состоянию на ноябрь)
| №  | Населённый пункт                | Бывшее японское название (кириллица) | Японское название (кандзи) | Примечания                             |
| -- | ------------------------------- | ------------------------------------ | -------------------------- | -------------------------------------- |
| 1  | Анфельцево                      | Рокенъя (Рокенья)                    | 六軒屋                     | Упразднено после 1967 года             |
| 2  | Артиллерийская Падь             | Ютотан                               | 勇度丹                     | Упразднён                              |
| 3  | Баклан                          | Исе                                  | 江瀨                       | Упразднён                              |
| 4  | Белокаменная                    | Ребунбетсу (Ребумбица)               | 礼文別                     | Упразднено после 1967 года             |
| 5  | Вторая Падь                     | Ниносава                             | 二ノ沢                     |                                        |
| 6  | Выселки                         | Аракуи (Аракори)                     | 荒鯉                       | Упразднён в 1972 году                  |
| 7  | Давыдово                        | Минамикайдзука                       | 南貝塚                     | Упразднено после 1967 года             |
| 8  | Дачное                          | Симба (Синба)                        | 新場                       |                                        |
| 9  | Долинка                         | Минамиэнкотан                        | 南園枯淡                   | Упразднён                              |
| 10 | Евстафьево                      | Титинэ (Тинэ, Чичинэ)                | 乳根                       | Упразднёно решением №502 от 29.12.1962 |
| 11 | Игривое                         | Мусири                               | 茂志利                     | Упразднён                              |
| 12 | Каменецкая                      | Богутисава (Богучисава)              | 望口沢                     | Упразднён                              |
| 13 | Кооперативная                   | Торидзава (Торизава)                 | 鳥沢                       | Упразднён                              |
| 14 | Корнелия                        | Тихо                                 | 千保                       | Упразднён                              |
| 15 | Краснофлотское (Краснофлотская) | Фурухата                             | 古畑                       | Упразднено в 1967 году                 |
| 16 | Лазо                            | Токитай                              | 時岱                       | Упразднён                              |
| 17 | Лесное                          | Отихо (Ичихо)                        | 落帆                       |                                        |
| 18 | Мальково                        | Оттиан (Итчан)                       | 失知安                     |                                        |
| 19 | Мраморный (Мраморная)           | Тиндомари (Камамбецу)                | 近泊                       | Упразднён                              |
| 20 | Муравьёво                       | Тообути (Тобучи)                     | 遠淵                       |                                        |
| 21 | Новиково                        | Сирэтоко (Яман, Ояманбецу)           | 知床 (弥満, 大弥満別)      |                                        |
| 22 | Новая                           | Фурумаки                             | 古牧                       |                                        |
| 23 | Озёрское                        | Нагахама                             | 長浜                       |                                        |
| 24 | Островский                      | Акаива (Акайва)                      | 赤岩                       | Упразднён решением №304 от 14.12.1966  |
| 25 | Охотское                        | Томунай (Тоннай)                     | 富内                       |                                        |
| 26 | Первая Падь                     | Итиносава                            | 一ノ沢 (一の沢)            |                                        |
| 27 | Пески                           | Котёбэцу (Кучебица)                  | 胡蝶別                     | Упразднён решением №502 от 29.12.1962  |
| 28 | Победа                          | Кинэндзава (Кинензава)               | 記念沢                     | Упразднён                              |
| 29 | Подорожная                      | Минакиси                             | 南岸                       | Упразднено после 1967 года             |
| 30 | Пригородное                     | Мэрэй                                | 女麗                       |                                        |
| 31 | Птичье                          | Минабэцу                             | 皆別                       | Упразднён                              |
| 32 | Раздольное                      | Росука-дзава (Оохата)                | 露助沢 (大畑)              |                                        |
| 33 | Рыбачье                         | Томари                               | 泊                         | Упразднён                              |
| 34 | Свободная                       | Айро                                 | 愛郎                       |                                        |
| 35 | Соловьёвка                      | Кайдзука                             | 貝塚                       |                                        |
| 36 | Сопочная                        | Найон                                | 内音                       | Упразднена решением №502 от 29.12.1962 |
| 37 | Сусанино                        | Хацукохама                           | 初子浜                     | Упразднён                              |
| 38 | Тамбовское                      | Анда-дзава (Киёкавахигаси)           | 清川東                     |                                        |
| 39 | Третья Падь                     | Ититосэ (Санносава)                  | 三ノ沢 (三の沢)            |                                        |
| 40 | Турбаза                         | Икуни                                | 育仁                       | Упразднён                              |
| 41 | Утёсный (Утёсная)               | Окухати (Окубати)                    | 奥鉢                       |                                        |
| 42 | Чапаево                         | Симо-Киминай (Симокиминай)           | 下喜美内                   |                                        |
| 43 | Южное                           | Саттоо                               | 札塔                       | Упразднено решением №304 от 11.07.1972 |
| 44 | Ягодное                         | Тообутидзава (Санго)                 | 遠淵沢                     | Упразднёно решением №502 от 29.12.1962 |

### Период 1948—2005 гг.
В 1948 году создан колхоз «Светлый путь» в д. Светлая Лесного сельсовета (постановление Сахоблисполкома от 14.10.1948 г. № 3862). В 1951 году организована Корсаковская машинно-тракторная станция для обслуживания колхозов Корсаковского района (решение Корсаковского райисполкома от 20.02.1951 г. № 117). В 1952 году колхозы «Краснофлотец» и «Новая жизнь» вошли в состав колхоза имени Калинина (решение Корсаковского райисполкома от 31.03.1952 г. № 120).
В 1957 году рыболовецкие колхозы имени Маленкова, имени Шверника (п. Анфельцево) и имени Кагановича (п. Утёсное) были переименованы в рыбколхозы «Путь Ленина», «40 лет Октября» и им. Свердлова.
Постановлением облисполкома от 5 августа 1958 году Корсаковская МТС и колхозы имени Калинина (с. Тамбовское), «Победа» (с. Придорожное), «Светлый путь» (д. Светлая) и «Красный боец» (с. Чапаево) были ликвидированы и на их базе создан совхоз «Корсаковский». В 1959 году восемь рыболовецких колхозов Корсаковского района – «Имени Кирова» (п. Лесное), «Сибиряк» (п. Охотское), «Советский Сахалин» (п. Первая Падь), «Путь Ленина», «40 лет Октября», «Красноармеец» (п. Выселки), «Казахстанец» (п. Новиково) и «Имени Свердлова» — объединились в один крупный рыболовецкий колхоз имени С. М. Кирова с центральной усадьбой в посёлке Озёрский.
13 мая 1963 года в связи с изменениями в административно-территориальном делении Сахалинской области поселковые территориальные единицы Корсаковского района включены в состав укрупнённого Анивского сельского района. 12 января 1965 года в связи с упразднением Анивского сельского района вновь образован Корсаковский район с центром в городе Корсакове, при этом поселковый Совет рабочего поселка Озерский, Муравьёвский, Охотский, Пригородный и Третьепадинский сельский Советы пригородной зоны Корсакова, а также Соловьёвский и Чапаевский сельский Советы бывшего Анивского сельского района переданы в подчинение Корсаковскому городскому Совету депутатов трудящихся..

### С 2005 года
Городской округ образован 1 января 2005 года. До 2012 года основным наименованием городского округа являлось Корсаковский район, после 2012 года — Корсаковский городской округ.

## Руководство района (1947—1956)
До объединения с городским Советом 14 сентября 1956 года Корсаковским районом руководил исполком районного Совета депутатов трудящихся во главе с председателем
Председатели Корсаковского райисполкома:
- Куликов П. (1947)
- т. Непомнящий (1947 — 1948)
- Валенюк, Василий Филиппович (1948 — 1951)
- Константинов Н. К. (апрель 1951 — 1952)
- Фроликов А. М. (1952 — 1954)
- Блохин, Сергей Константинович, р.1920 (1955 — 1956)

Партийное руководство районом до объединения с горкомом КПСС в сентябре 1956 года осуществлял районный комитет ВКП(б)/КПСС во главе с первым секретарём
Первые секретари Корсаковского райкома:
- Королёв А. Л. (1947)
- Куликов П. (1948 — март 1949)
- Ведяпин П. Г. (март—октябрь 1949)
- Кулиненко А. М. (1949—1951)
- Аденин, Георгий Георгиевич (1951—1955)
- Корякин, Александр Семёнович (1956)

## Населённые пункты
В состав района  (городского округа) входят 18 населённых пунктов:
| №  | Населённый пункт | Тип населённого пункта        | Население |
| -- | ---------------- | ----------------------------- | --------- |
| 1  | Береговое        | село                          | ↘10       |
| 2  | Вторая Падь      | село                          | →57       |
| 3  | Дачное           | село                          | ↘1073     |
| 4  | Корсаков         | город, административный центр | ↘32 772   |
| 5  | Лесное           | село                          | ↘112      |
| 6  | Муравьёво        | село                          | →1        |
| 7  | Новиково         | село                          | ↗595      |
| 8  | Новое            | село                          | ↗11       |
| 9  | Озёрское         | село                          | ↘1300     |
| 10 | Охотское         | село                          | ↘311      |
| 11 | Первая Падь      | село                          | ↘163      |
| 12 | Пихтовое         | село                          | ↘74       |
| 13 | Раздольное       | село                          | ↘540      |
| 14 | Соловьёвка       | село                          | ↗1419     |
| 15 | Тамбовское       | село                          | ↘8        |
| 16 | Третья Падь      | село                          | ↘462      |
| 17 | Утёсное          | село                          | ↘2        |
| 18 | Чапаево          | село                          | ↘710      |

В период с 2002 по 2010 г. исчезли сёла: Мальково, Пригородное, Свободное, Чапаево-2 (объединено с пос.Чапаево).

## Население
| 1959    | 1970    | 1979    | 1989    | 2002    | 2009    | 2010    |
| ------- | ------- | ------- | ------- | ------- | ------- | ------- |
| 43 660  | ↗47 739 | ↗51 166 | ↗55 597 | ↘45 336 | ↘43 242 | ↘41 411 |
| 2011    | 2012    | 2013    | 2014    | 2015    | 2016    | 2017    |
| ↘41 299 | ↘41 058 | ↘40 665 | ↘40 157 | ↘40 144 | ↗40 183 | ↗40 398 |
| 2018    | 2019    | 2020    | 2021    | 2023    | 2024    | 2025    |
| ↗40 478 | ↗40 838 | ↗40 975 | ↘40 798 | ↘39 913 | ↘39 675 | ↘39 284 |

Естественное движение
| Годы | Рождений | Смертей | Е.п  | Миграция | Рождаемость ‰ | Смертность ‰ | Е.п. ‰ | Миграция ‰ |
| ---- | -------- | ------- | ---- | -------- | ------------- | ------------ | ------ | ---------- |
| 2010 | 491      | 631     | -140 | 28       | 11,89         | 15,28        | -3,39  | 0,68       |
| 2011 | 505      | 566     | -61  | -180     | 12,30         | 13,79        | -1,49  | -4,38      |
| 2012 | 490      | 555     | -65  | -328     | 12,05         | 13,65        | -1,60  | -8,07      |
| 2013 | 505      | 577     | -72  | -436     | 12,58         | 14,37        | -1,79  | -10,86     |
| 2014 | 511      | 541     | -30  | 17       | 12,73         | 13,48        | -0,75  | 0,42       |
| 2015 | 494      | 609     | -115 | 154      | 12,29         | 15,16        | -2,86  | 3,83       |

## Достопримечательности
- Водопад Медвежий — водопад на реке Сима, охраняемый памятник природы регионального значения Сахалинской области.